# Volverte a amar
"Volverte a amar" es el primer sencillo del duodécimo álbum de estudio Indeleble de Alejandra Guzmán. La canción fue producida por Loris Ceroni y escrita por Mario Domm y Alejandra Guzmán. La canción tuvo mucho éxito en México y Estados Unidos.
En México, el tono de llamada de este sencillo fue certificado doble oro. El sencillo también alcanzó el #1 allí y el #6 en el Lista Hot Latin Tracks de Billboard (el pico más alto para el artista en esa lista).
La canción recibió una nominación al Premio Grammy Latino a la Mejor Canción de Rock, otorgada a Gustavo Cerati.

## Posicionamiento en listas
| Lista (2006)                          | Posición |
| ------------------------------------- | -------- |
| Top 100 mexicano                      | 1        |
| Billboard Canciones latinas populares | 6        |